# Caramella smog
Caramella smog è il quinto studio album discografico del cantautore italiano Samuele Bersani, pubblicato nel 2003 dalla BMG Ricordi.

## Tracce
Testi di Samuele Bersani, musiche di Samuele Bersani e Roberto Guarino (eccetto dove indicato).
1. Socio di minoranza – 4:15
2. Il destino di un VIP – 3:56
3. Salto la convivenza – 4:18
4. Se ti convincerai (feat. Sergio Cammariere, al pianoforte) – 4:26 (testo: S. Bersani – musica: S. Bersani - R. Guarino - S. Cammariere)
5. Cattiva – 4:26
6. Concerto (feat. Rocco Tanica, al pianoforte) – 3:40
7. Conforme alla CEE – 4:32
8. Meraviglia – 4:20
9. Binario 3 (feat. Fabio Concato) – 3:33 (testo: S. Bersani - P. Cantarelli – musica: P. Cantarelli)
10. Pensandoti – 2:24 (testo: S. Bersani – musica: P. Calvagna)
11. Caramella smog – 4:49 (S. Bersani)

## Formazione
- Samuele Bersani – voce, programmazione, tastiera
- Angelo Adamo – armonica, percussioni
- Paolo Costa – basso
- Alfredo Golino – batteria
- Roberto Guarino – tastiera, programmazione, chitarra
- Fausto Mesolella – chitarra
- Cesare Picco – pianoforte
- Pietro Cantarelli – tastiera
- Claudio Fossati - percussioni
- Rocco Tanica – pianoforte
- Arnaldo Vacca – percussioni
- Mauro Pagani – slide guitar
- Sergio Cammariere – pianoforte
- Teddy Catalini – chitarra
- Ferruccio Spinetti – contrabbasso
- Edoardo De Angelis – violino
- Luca Marzialli – violino
- Martina Novella – viola
- Marcella Sciavelli – violoncello
- Marian Serban – cembalo
- Riccardo Majorana – cori

## Classifiche
| Classifica (2003) | Posizione massima |
| ----------------- | ----------------- |
| Italia            | 13                |